# Moiano
Moiano község (comune) Olaszország Campania régiójában, Benevento megyében.

## Fekvése
A megye délnyugati részén fekszik, 40 km-re északkeletre Nápolytól, 20 km-re délnyugatra a megyeszékhelytől. Határai: Airola, Arienzo, Bucciano, Forchia, Sant’Agata de’ Goti és Tocco Caudio.

## Története
Első említése a 10. századból származik. A következő századokban nemesi birtok volt. A 19. században nyerte el önállóságát, amikor a Nápolyi Királyságban felszámolták a feudalizmust. Előbb a Terra di Lavoro része lett, majd 1861-ben került Benevento megyéhez.

## Népessége
A népesség számának alakulása:

## Főbb látnivalói
- Palazzo Pece
- Palazzo della Valle
- San Pietro Apostolo-templom
- San Sebastiano-templom
- San Nicola-templom
- San Vito Martire-templom